# Marsala vergine
Il Marsala vergine conosciuto anche come Marsala soleras è un vino DOC prodotto nella provincia di Trapani ad eccezione dei comuni di Pantelleria, Favignana ed Alcamo.

## Vitigni con cui è consentito produrlo
- Grillo e/o Catarratto di tutti i tipi e/o Ansonica (detto localmente "Inzolia") e/o Damaschino.[1]

## Tecniche produttive
Il vino Marsala vergine si ottiene da una fermentazione in bianco seguita da un invecchiamento di almeno 5 anni con in contenitori di legno previa aggiunta di etanolo di derivazione enologica e/o acquavite di vino.
Il termine soleras è solo mutuato, per tradizione, dalla tecnica di invecchiamento omonima: l'affinamento del marsala vergine soleras è infatti di tipo ordinario in contenitori di legno (come prescritto dal disciplinare). Invece, molti produttori adottano l'antico metodo perpetuo. Anche se il disciplinare non lo obbliga, se un produttore intendesse usare il vero soleras potrebbe ovviamente farlo (come a volte capita).
Al momento della commercializzazione il Marsala vergine deve presentare le seguenti caratteristiche:
- gradazione alcolica non inferiore al 18% per distillazione;
- gradazione in zuccheri naturali inferiore al 4%;
- estratto secco (metodo indiretto) minimo 22 gr/l;
- acidità fissa (espressa in acido tartarico) non inferiore a 3,50 gr/l;
- acidità volatile (espressa in acido acetico) non superiore a 1,3 gr/l;
- invecchiamento minimo cinque anni.

## Caratteristiche organolettiche
- colore: dorato più o meno intenso,
- profumo: caratteristico,
- sapore: Secco, asciutto.

## Storia
Vedi: Storia del vino Marsala

## Marsala vergine riserva
Il Marsala vergine riserva conosciuto anche come Marsala soleras riserva o Marsala vergine stravecchio o Marsala soleras stravecchio è un vino che presenta le stesse caratteristiche del Marsala vergine, ma il periodo minimo di invecchiamento che deve essere di dieci anni.

## Abbinamenti consigliati
Formaggi di capra erborinati.

## Produzione
Provincia, stagione, volume in ettolitri
- nessun dato disponibile